# 蒂利
蒂利（法語：Tully，法語發音：[tyli]）是法国上法蘭西大區索姆省的一个市镇，属于阿布维尔区。

## 地理
蒂利（50°5'5"N, 1°30'58"E）面积1.88 平方千米，位于法国上法蘭西大區索姆省，该省份为法国北部沿海省份，北起加来海峡省和北部省，西接滨海塞纳省和大西洋英吉利海峡，南至瓦兹省，东临埃纳省。
与蒂利接壤的市镇（或旧市镇、城区）包括：伊藏格雷梅尔、阿勒奈、滨海贝唐库尔、布尔瑟维尔、弗里维尔-埃斯卡博坦。

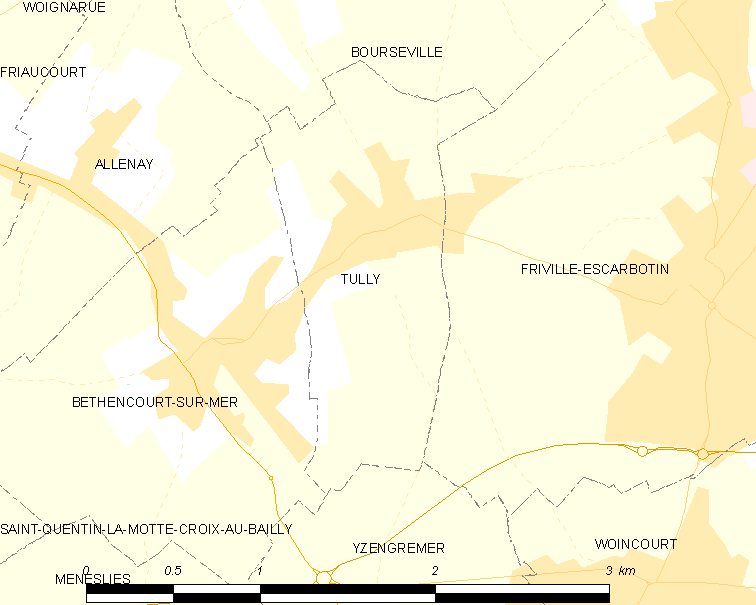
蒂利的OSM定位图

蒂利的时区为UTC+01:00、UTC+02:00（夏令时）。

## 行政
蒂利的邮政编码为80130，INSEE市镇编码为80770。

## 政治
蒂利所属的省级选区为弗里维尔-埃斯卡博坦县。

## 人口

1962-2008年间蒂利人口变化图示

蒂利于2022年1月1日时的人口数量为544人。